# Sterling County
Sterling County är ett administrativt område i delstaten Texas, USA, med 1 143
invånare (2010). Den administrativa huvudorten (county seat) är Sterling City. 

## Geografi
Enligt United States Census Bureau så har countyt en total area på 2 391 km². 2 391 av den arean är land och 0 km² är vatten.  

### Angränsande countyn
- Mitchell County - norr
- Coke County - öster
- Tom Green County - söder
- Reagan County - sydväst
- Glasscock County - väster
- Howard County - nordväst